# Hamma rectus
Hamma rectus är en insektsart som beskrevs av Vignon 1930. Hamma rectus ingår i släktet Hamma och familjen hornstritar. Inga underarter finns listade i Catalogue of Life.